# Hannes Metzler
Hannes Metzler (* 20. Mai 1977) ist ein österreichischer Mountainbikefahrer und Staatsmeister Cross Country (2009).

## Werdegang
Hannes Metzler ist vorwiegend in der Mountainbike-Disziplin Cross Country aktiv, startet aber auch erfolgreich bei Hillclimb- oder Marathon-Bewerben.
Im Jänner 2009 wurde Metzler in Wien österreichischer Vize-Staatsmeister Cyclocross (hinter dem Tiroler Peter Presslauer).
Im selben Jahr wurde er österreichischer Mountainbike-Meister Cross Country und eine Woche später wurde er in St. Gallenkirch im Montafon Vize-Staatsmeister Hillclimb.

Im Juli 2012 wurde er Vize-Staatsmeister Cross Country – wie auch schon 2005 und 2006. Bei der Marathon-Staatsmeisterschaft holte er sich nur eine Woche später in Schruns Bronze.
Im August 2015 konnte er nach 2009 erneut den M3 Montafon Mountainbike Marathon für sich entscheiden (42 km mit 1070 hm).
Der technische Zeichner Hannes Metzler lebt in Wolfurt. Er startet für das VAUDE Simplon Team.

## Erfolge
2015
- M3 Montafon Mountainbike Marathon, 1. Rang

2012
- Österreichische Meisterschaft, XCE (Sprint), 3. Rang
- Österreichische Meisterschaft, Marathon, 3. Rang
- Österreichische Meisterschaft, Cross Country, 2. Rang

2009
- Österreichische Meisterschaften im Cyclocross, 2. Rang
- Österreichischer Staatsmeister, Cross Country
- Österreichische Meisterschaft, Hillclimb, 2. Rang
- M3 Montafon Mountainbike Marathon, 1. Rang
- Mountainbike-Europameisterschaft 2009, 37. Rang

2008
- Mountainbike-Europameisterschaft Cross-Country, in St. Wendel, 35. Rang

2007
- Österreichische Meisterschaft, Cross Country, 3. Rang

2006
- Österreichische Meisterschaft, Cross Country, 2. Rang

2005
- Österreichische Meisterschaft, Cross Country, 2. Rang